# Hoeksteen

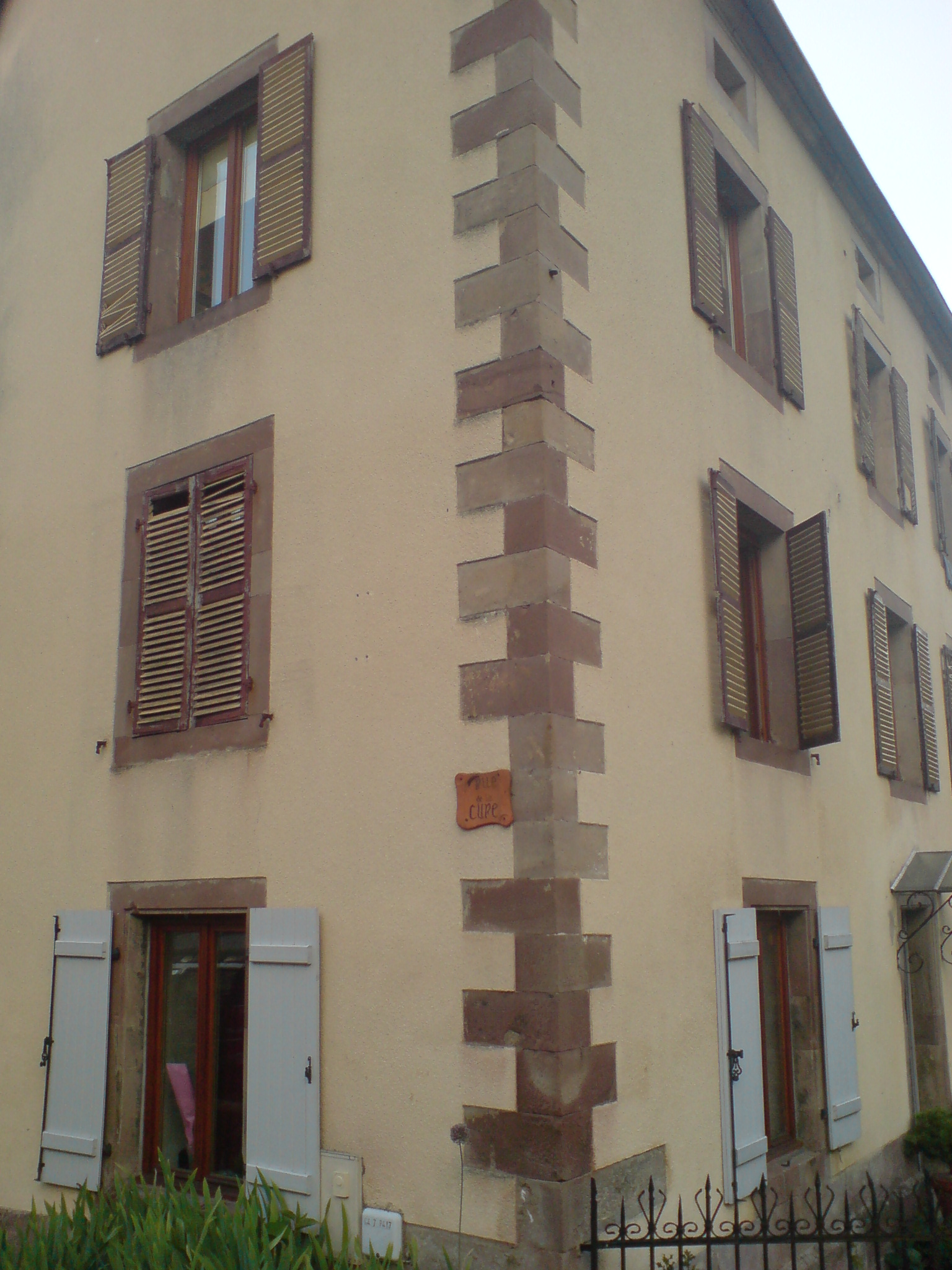
Hoekstenen in een woonhuis

Een hoeksteen is een steen die gebruikt wordt om de hoekpunten van bouwwerken te verstevigen. De term wordt meestal overdrachtelijk gebruikt voor een onderdeel waarvan alle andere onderdelen afhankelijk zijn.

## Overdrachtelijke betekenis

### Christendom
De overdrachtelijke betekenis van 'hoeksteen' is aan de Bijbel ontleend. In het Nieuwe Testament wordt Jezus vergeleken met de hoeksteen, uit Psalm 118:22: "De steen die de bouwers afkeurden is een hoeksteen geworden." '(De) Hoeksteen' wordt veelvuldig gebruikt als naam van christelijke instellingen, zoals scholen en verenigingen.

### Vrijmetselarij
De hoeksteen heeft ook een belangrijke symbolische betekenis binnen de vrijmetselarij. Binnen deze Orde wordt de hoeksteen beschouwd als een symbool voor de ontwikkeling en verfijning van de eigen persoonlijkheid. Tijdens de initiatieceremonie wordt een nieuwe vrijmetselaar vergeleken met een hoeksteen die in het noordoostelijke deel van de loge wordt geplaatst. Dit symboliseert de overgang van duisternis naar licht en benadrukt de noodzaak van oprechtheid, stabiliteit en karaktersterkte. De hoeksteen staat voor de basis waarop de vrijmetselaar zijn spirituele en morele leven bouwt. De symboliek van de hoeksteen omvat ook de principes van integriteit, waarheid en standvastigheid, die essentieel zijn voor de spirituele reis van de vrijmetselaar

### Politiek
De Nederlandse politieke partij CDA presenteerde zichzelf als de partij die "het gezin als hoeksteen van de samenleving" ziet.

### Bouwkunde
Het begrip wordt daarnaast in een seculiere context gebruikt. Ook architectenbureaus en bouwkundige bedrijven worden soms '(De) Hoeksteen' genoemd.